# Walter Del Frate
Walter Del Frate (Pola, 1926 – Milano, 2011) è stato un pittore, grafico e pubblicitario italiano.
Nato a Pola nel 1926, raggiunge Milano dove frequenta l’ambiente artistico dedicandosi alla pittura e al disegno e alla litografia.
Entra in contatto con l’ambiente artistico milanese dove l’esperienza di grafico lo porta a contatto con l’ambiente della pubblicità.

Negli anni '60 partecipa ad Az. Creativi.
Nel 1967 espone alla mostra organizzata a Londra da Franco Grignani Today’s Italian Publicity and Graphic Design alla Reed House in 82 Piccadilly Circus. 
È membro dell'Associazione italiana Artisti e Grafici Pubblicitari (AIAP) ed è incaricato del progetto grafico e della copertina di alcuni numeri del quadrimestrale Bollettino della stessa associazione.
È stato l’autore di molti i manifesti pubblicitari creati per le varie campagne di Mangimi Provini (1940, 1960), Mostra avicola (1957, 1958), Amaretto di Saronno (1958, 1960), Illva (1960), Città di Milano (1962), SAFFA (1970).
Nel suo studio di grafico ha elaborato anche il logo di varie società : ILLVA, Saffa Cartiera, Gin-Marke-Illva, Tecnizoo.
I suoi manifesti sono censiti nel Catalogo dei Beni Culturali Italiani e una loro raccolta è oggi conservata nel Museo Nazionale Collezione Nando Salce di Treviso.